# XPaint
XPaint (alternativ auch Xpaint geschrieben) ist ein freies Bildbearbeitungsprogramm für X-Window-Systeme auf Unix-ähnlichen Betriebssystemen. Die Reduktion auf das Wesentliche und eine einfache Zugänglichkeit stehen bei der Software im Fokus.

## Merkmale
XPaint hat einen sehr niedrigen Speicherbedarf und kann für die meisten Unix-ähnlichen Systeme kompiliert werden.
Es bietet alle wesentlichen Zeichen- und Malwerkzeuge sowie einen Texteditor. Xpaint unterstützt die meisten gebräuchlichen Rastergrafikformate, zudem können auch einige Vektorgrafik- und andere Dateiformate bearbeiten werden, wie z. B. TeX, LaTeX und PDF.
XPaint hat eine Multi-Dokument-Oberfläche mit mehreren Fenstern, um Funktionen thematisch zusammenzufassen.
Neben grundlegenden Operationen (wie z. B. Beschneiden und Drehen) bieten die neueren Versionen auch Unterstützung für fortschrittlichere Bildmanipulationen an, wie unter anderem Größenumrechnungen, Filter, geometrische Verzerrung, Farbkorrekturen, Skripting, Einstellen der Ebenen und Alphakanal-Transparenz.
Die Skripting-Funktion von XPaint ermöglicht zudem z. B. eine automatisierte Stapelverarbeitung, die Erstellung von Bildern und programmierbare Filter. Eine Befehlsrücknahmefunktion (englisch „undo“) erlaubt die Rücknahme der 20 zuletzt getätigten Befehlen.
Die Software wird als freie Software auch im Quelltext gemäß den Bedingungen der GNU General Public License (GPL, Version 3) verbreitet.

## Technik
Die Dateiformatunterstützung hängt von jeweils von separaten (teils optionalen) Bibliotheken ab.
Die Software ist in C geschrieben, die Benutzeroberfläche basiert auf Widget-Toolkits aus der Familie des Xaw-Toolkit.
Das Skripting funktioniert durch die Kompilierung von C-Skripts, die auf die interne Programmierschnittstelle abgestimmt sein müssen.

## Geschichte
XPaint wurde ursprünglich von David Koblas um 1993 geschrieben und später von 1996 bis 1999 (Versions 2.2.x bis 2.5.7) von Torsten Martinsen auf Basis von Davids letzter Version 2.1.1 erweitert. Seit etwa 2000 wird es von Jean-Pierre Demailly gepflegt und entwickelt.